# Taylor Zakhar Perez
Taylor Zakhar Perez (Chicago, 24 de dezembro de 1991) é um ator americano popularmente conhecido por interpretar Marco Valentin Peña em The Kissing Booth 2 e Alex Claremont-Diaz em Vermelho, Branco e Sangue Azul.

## Início da vida
Perez nasceu em Chicago em 24 de dezembro de 1991 e cresceu em Chesterton, Indiana. Ele frequentou a Chesterton High School, onde era nadador. Perez é descendente do Oriente Médio, Mediterrâneo e México.
Sua mãe é esteticista e ele é o terceiro mais novo de oito filhos. Ele ganhou uma bolsa de natação para a Fordham University, mas recusou para frequentar a UCLA, onde se formou em Espanhol, Cultura e Comunidade com especialização em TV e Cinema.
Perez começou realizando musicais em casas de ópera em tenra idade. A modelagem veio em seguida e ele se mudou para Los Angeles. Ele tirava fotos em seu quarto com uma folha como pano de fundo e as enviava em envelopes pardos com fitas próprias.

## Carreira
Perez começou sua carreira aparecendo em vários programas populares como iCarly, Suburgatory, Young & Hungry, Code Black e Scandal.
Em 2020, Perez interpretou Marco Valentin Peña em The Kissing Booth 2, da Netflix, ao lado de Joey King. Para seu papel, ele teve aulas de coreografia e violão. Em 2021, ele reprisou seu papel no terceiro filme The Kissing Booth 3.
Em 2022, Perez estrelou a série de comédia da HBO Max, Minx como Shane Brody. Ele vai estrelar o filme de comédia de jogos 1Up como Dustin. Perez também será a atração principal de Red, White & Royal Blue da Amazon Prime Video como Alex Claremont-Diaz, ao lado de Nicholas Galitzine.

## Filantropia
No início da pandemia do COVID-19, Perez fez parceria com a Variant Malibu, uma empresa de tecnologia 3D para fabricar máscaras. Ele também desenhou suas próprias máscaras com as co-estrelas de The Kissing Booth 2, Joel Courtney, Joey King, Meganne Young e Maisie Richardson-Sellers. Os lucros de suas máscaras foram para uma organização de Chicago que ajuda crianças, adultos e famílias com deficiência na comunidade hispânica.
"Eu realmente gosto de me aprofundar em uma questão social e ficar tipo, 'Isso é o que eu sei. Isso é o que estou aprendendo.' E talvez as pessoas que me seguem tenham lido tudo ao longo do caminho e entendido", disse Perez.

## Filmografia

### Filmes
| Ano  | Filme                  | Papel               | Platforma          | Ref(s) |
| ---- | ---------------------- | ------------------- | ------------------ | ------ |
| 2020 | The Kissing Booth 2    | Marco Valentin Peña | Netflix            | [ 19 ] |
| 2020 | Philanthropy           | Taylor              |                    |        |
| 2021 | The Kissing Booth 3    | Marco Valentin Peña | Netflix            | [ 20 ] |
| 2022 | 1Up                    | Dustin              |                    |        |
| 2023 | Red White & Royal Blue | Alex Claremont-Diaz | Amazon Prime Video | [ 21 ] |

### Televisão
| Ano  | Mídia             | Papel            | Platforma   | Ref(s) |
| ---- | ----------------- | ---------------- | ----------- | ------ |
| 2012 | iCarly            | Keith            | Nickelodeon | [ 22 ] |
| 2013 | Suburgatory       | Renaldo          | ABC         |        |
| 2014 | Alpha House       | Trent            | Prime Video |        |
| 2014 | Awkward           |                  | MTV         |        |
| 2015 | Young & Hungry    | Benji Rodriguez  | ABC Family  |        |
| 2016 | Code Black        | Ari Stricks      | CBS         | [ 23 ] |
| 2016 | 12 Deadly Days    | Zac              | YouTube Red |        |
| 2016 | Cruel Intentions  | Mateo De La Vega | NBC         |        |
| 2017 | Embeds            | Noah Torres      | Go90        | [ 24 ] |
| 2017 | High Expectasians | Jonathan Price   | YouTube     |        |
| 2018 | Scandal           | Calvin           | ABC         |        |
| 2022 | Minx              | Shane Brody      | HBO Max     | [ 25 ] |